# Alexandra Road Estate
Alexandra Road Estate (ufficialmente Alexandra and Ainsworth estate, ma spesso indicato come Rowley Way, il nome della sua arteria principale) è un complesso residenziale nel borgo londinese di Camden, a nord-ovest di Londra. Venne progettato in stile brutalista nel 1968 da Neave Brown del dipartimento degli architetti del Camden Council. I lavori di costruzione iniziarono nel 1972 e furono completati nel 1978. Venne costruito in cemento armato gettato in opera, non verniciato. Oltre a 520 appartamenti, il sito comprende anche una scuola, un centro comunitario, un club giovanile, un complesso per il riscaldamento e un parco.

## Proprietà
Il complesso edilizio è composto da tre edifici paralleli, in direzione est-ovest, e occupa un sito a forma di mezzaluna delimitato a sud da Boundary Road, Loudoun Road a est, Abbey Road a ovest e dalla West Coast Main Line a nord. La necessità di controllare il rumore e le vibrazioni dei treni in transito è stata una considerazione importante nella disposizione del complesso. Lungo i binari della ferrovia sono allineate due file di appartamenti a schiera. L'edificio più alto, di otto piani, direttamente adiacente alla linea ferroviaria è strutturato a forma di ziqqurat e funge da barriera antirumore che impedisce al rumore dei treni di raggiungere la parte interna del sito, memtre le sue fondamenta poggiano su cuscinetti di gomma che eliminano le vibrazioni. Un edificio più basso di quattro piani corre lungo l'altro lato di un passaggio pedonale continuo, noto come Rowley Way, che serve entrambe le file di edifici a schiera. La terza fila di edifici, lungo il margine meridionale del sito, è parallela a un'altra strada pedonale pubblica, Langtry Walk, tra questa fila e gli edifici precedenti esistenti dell'Ainsworth Estate, e definisce un parco pubblico con aree giochi tra la seconda e la terza fila di abitazioni.
L'edificio inferiore, di quattro piani, lungo Rowley Way contiene appartamentini con accesso condiviso, terrazze e giardini con vista sul parco sul retro. Le villette occupano gli ultimi due livelli del più grande edificio di otto piani, con ingresso da un camminamento al 7º piano che percorre l'intera lunghezza della struttura. Alle abitazioni del piano inferiore di questo blocco si accede da scale aperte che servono due abitazioni per piano. I tetti piani dell'elevazione a gradoni offrono spazi esterni privati per ogni casa. Il parcheggio si trova sotto l'edificio principale e sotto l'edificio sul retro lungo i binari ferroviari.

## Sviluppo e storia
Dall'inizio degli anni 1950, i palazzi a torre circondati da spazi aperti pubblici erano stati il metodo scelto dai comuni per sostituire le abitazioni a schiera in cattive condizioni mantenendo la stessa alta densità abitativa. Tuttavia, verso la metà degli anni 1960, anche prima del crollo di Ronan Point, le carenze di quel metodo stavano diventando evidenti. Neave Brown credeva che le case a schiera stile ziqqurat, poco più alte di quelle che avevano sostituito, potessero fornire una soluzione migliore. Il traffico veicolare poteva essere limitato al piano interrato. Gli appartamenti di dimensione familiare, luminosi e ariosi per via dei piani superiori arretrati, avrebbero potuto aprirsi, tramite il proprio giardino antistante, su strade/aree giochi al piano terra, mentre i livelli superiori potevano essere utilizzati per appartamenti più piccoli, ciascuno con un balcone privato.
L'Alexandra Road Estate può considerarsi come lo sforzo culminante, e su più vasta scala, di Brown per applicare questi principi alla progettazione di alloggi pubblici ad alta densità. Cinque case su Winscombe Street, costruite nel 1967, furono il suo primo esperimento con il tipo a terrazza. Il progetto Fleet Road, iniziato all'incirca nello stesso periodo e composto da 71 case, un negozio e uno studio, disposte in file terrazzate parallele, era un'ulteriore applicazione dell'idea.

### Inchiesta pubblica
Il complesso ricevette molte critiche durante e dopo la sua costruzione a causa del suo costo molto elevato (in particolare rispetto ai palazzi a torre), causato dalla natura complicata della sua costruzione, da problemi di fondazione imprevisti e dai ritardi causati da questi problemi in un momento di altissima inflazione, che raggiungeva il 20% annuo negli anni 1970. Nel 1978 fu avviata un'inchiesta pubblica, dal consiglio laburista, per indagare sui motivi del superamento del budget e del tempo previsto di costruzione.
Sebbene ci fosse stato effettivamente un ritardo significativo e un aumento dei costi di circa quattro volte l'offerta originariamente commissionata, l'indagine potrebbe aver avuto motivazioni politiche. Mark Swenarton cita diversi fattori per l'apertura dell'inchiesta: i conservatori in campagna elettorale avevano cercato di sostenere che i laburisti erano incompetenti nella gestione del consiglio e che un laburista sempre più sotto pressione sperava di sollevarsi dalla rabbia pubblica per la spesa aumentando la trasparenza e trovando potenzialmente le radici del problema nella leadership conservatrice 1968-1971.
L'esito dell'inchiesta, pubblicato in sette relazioni, evidenziò “l'evidente incomprensione degli assessori degli obblighi contrattuali che avevano assunto” e pertanto responsabili della cattiva gestione, scagionando l'architetto come era stato auspicato da alcuni. Nonostante non emersero risultati di una cattiva gestione da parte sua, tuttavia, essere oggetto di un'inchiesta pubblica distrusse la reputazione di Neave Brown nel Regno Unito, dove non costruì mai più.

### Alexandra Road Estate oggi
Il complesso ha subito meno atti di vandalismo rispetto a molti altri a Camden e il 18 agosto 1993 è stato classificato monumento di Grado II*, il primo complesso residenziale del dopoguerra ad essere elencato. È stato descritto da Peter Brooke, allora Segretario del Patrimonio, come "uno dei più illustri gruppi di edifici in Inghilterra dalla seconda guerra mondiale". 
Dopo una carriera continua che comprendeva l'urbanistica internazionale e l'insegnamento post-laurea, Brown si è riqualificato come artista raffinato, occupazione alla quale ha dedicato il suo ritiro dall'attività. Nell'ottobre 2017, Brown ha vinto la Royal Gold Medal del Royal Institute of British Architects. ed è morto, all'età di 88 anni, nel gennaio 2018.

## Nella cultura popolare
L'architettura brutalista del complesso edilizio è stata utilizzata come sfondo o location in numerosi film:
- Scene degli edifici in costruzione figurano in "Down to You, Brother", un episodio del 1976 della serie TV The Sweeney.
- Ambientazione del film ITV 2000 A Christmas Carol.
- Mostrato nel 2003 all'inizio di "Spiders", un episodio del dramma della BBC Spooks.
- Presentato in "Mask of Sanity", un episodio della serie 6 del dramma della BBC "Waking the Dead"
- Con il nome fittizio Marbatan Estates, il sito è servito come location principale nell'episodio del 2014 "Undertone" della serie TV Silent Witness.
- Casa dei personaggi Miro e Amira nel film del 2006 Breaking and Entering
- Il complesso è stato utilizzato nel film del 2014 Kingsman: The Secret Service, come alloggio di Gary "Eggsy" Unwin (attore Taron Egerton) e della sua famiglia dopo la morte di suo padre.
- In "Prime Suspect: The Final Act", serie 7 della serie televisiva procedurale della polizia britannica con Helen Mirren, il personaggio di Curtis Flynn viene mostrato mentre tenta di sfuggire alla cattura della polizia saltando e scalando tra le terrazze degli appartamenti.
- Mostrato nell'episodio 7, "The Russian Cousin", della dodicesima e ultima serie di New Tricks della BBC, dove Steve McAndrew (attore Denis Lawson) e Sasha Miller (attore Tamzin Outhwaite) passeggiano lungo la passerella pedonale centrale discutendo del caso.
- Apparso nella serie 2, episodio 5 di Primeval di ITV come casa di una giovane ragazza che scopre un'anomalia.
- In primo piano nel dramma della BBC Two London Spy come la casa dei genitori del personaggio principale Daniel Edward Holt.
- Il film TV in due parti di Channel 4 Never Never con John Simm e Sophie Okonedo è ambientato nell'Alexandra Road Estate.[13]
- Presente nel documentario Sinfonia cittadina del 2017 della London Symphony, una fusione di film muti e musica classica che offre un viaggio poetico attraverso la capitale.
- Nell'adattamento fantascientifico di Channel 4 del 2017 dei racconti di Philip K. Dicks, Electric Dreams, diverse scene notturne del primo episodio (intitolato "The Hood Maker") sono state girate nel complesso. Scatti di A Block e della strada sotterranea.
- La serie TV della BBC del 2018 Hard Sun presenta il complesso come il luogo di un brutale accoltellamento e della successiva indagine della polizia.
- Il dramma ITV del 2021 "Angela Black" presenta il complesso negli episodi 5 e 6.

È anche apparso in numerosi video musicali e copertine di album, tra cui:
- Richard e Linda Thompson, Sunnyvista
- Foals, "Mountain at My Gate"
- Il 1975, "Sambody Else"
- Kirsty MacColl, "A New England"
- Jarryd James, "Do You Remember"
- Omi Palone – "Architecture"
- Slew Dem Mafia, "Nothing Like Yours"
- Marger, "My Thing" (2010)
- Arcane Roots, "Curtains"
- J Hus, "Calling Me" (2015)
- Paul van Dyk, "Another Way" (1999)
- Filo & Peri, "Anthem" (2007)
- Smiler, "Brand New Stile" (2013)
- Oneohtrix Point Never, "Sticky Drama/Sticky Drama - Prologue" (2015)
- Chlöe Howl, "Do it Alone" (2017)
- Joel Corry x MNEK, "Head & Heart" (2020)
- Dua Lipa x Angèle Van Laeken, "Fever" (2020)
- Ink, Loxy & Resound feat. Jody Lulati e Miriam Safo, "Phoenix Rising" (2021)

## Altri siti
L'Highgate New Town/Whittington Estate di Peter Tabori ha un design simile.